# Episodi di Turbo (prima stagione)
La prima stagione della serie televisiva Turbo, composta da 4 episodi, è stata trasmessa su Rai 2 dal 1º dicembre 1999 al 1º novembre 2000.
| n° | Titolo                    | Prima TV         |
| -- | ------------------------- | ---------------- |
| 1  | Riflessi di un delitto    | 1º dicembre 1999 |
| 2  | Delitto in punta di piedi | 2 dicembre 1999  |
| 3  | Delitto per delitto       | 25 ottobre 2000  |
| 4  | Delitto via Internet      | 1º novembre 2000 |